# Charles Whittlesey (geolog)
Charles Whittlesey född 4 oktober 1808 i Southington, Connecticut, död 18 oktober 1886 i Cleveland, Ohio var en amerikansk soldat, geolog, och arkeolog. Han grävde främst ut högar i Ohio. Han beskrivs av Ephraim George Squier och Edwin Hamilton Davis i deras bok Ancient Monuments of the Mississippi Valley som en nitisk utredare inom amerikansk antikvarisk forskning.

## Biografi
Charles Whittlesey var son till Asaph och Vesta Hart Whittlesey. Han flyttade 1813 från Southington, Connecticut till Tallmadge, Ohiomoved.
Whittlesey studerade naturvetenskap vid  West Point Military Academy i New York. Han avlade examen vid United States Military Academy West Point 1831 och tilldelades 5:e infanteriregementet. 1832 blev han stationerad i Fort Howard, Greene Bay, Wisconsin. Under sin tjänsgöring under Black Hawk war mot stammarna Sauk och Fox fick Whittlesey för första gången se kopparregionen i Michigan och Wisconsin. Efter Black Hawk-kriget avgick han från sin militära tjänst den 30 september1832 och återvände till Cleveland.
Whittlesey återvände till armén under amerikanska inbördeskriget. Han blev utnämnd till assisterande generalkvartermästare i staben hos Ohios guvernör den 17 april 1861, och under Western Virginia-kampanjen agerade han som chefsingenjör för Ohio-trupperna. Vid utgången av sina tre månaders tjänstgöring utsågs han till överste för 20:e Ohio-infanteriet den 15 augusti 1861, och utnämndes sedan till chefsingenjör för Ohiodepartementet, med ansvar för planering och konstruktion av försvaret av Cincinnati. Han deltog i slaget vid Fort Donelson, där han ledde sitt regemente, och efter de federerades kapitulation skickades han norrut med ansvar för över 10 000 konfedererade krigsfångar. I slaget vid Shiloh ledde han 3:e brigaden av generalmajor Lewis Wallaces division. Sviktande hälsa tvingade honom att avgå från aktiv tjänst, och han avgick den 19 april 1862. Whittlesey återvände till tjänst i september 1862 och tjänstgjorde i Wallaces personal, som hjälp med att leda civil och militär arbetskraft för försvaret av Cincinnati. Efter att det konfedererade hotet mot Cincinatti var avvärjt , återvände Whittlesey till det civila livet.

## Jurist, tidningsman och geolog
Efter sitt första miltära avsked 1832 studerade han juridik och utövade yrket i Cleveland, Ohio några år. Från 1836 till 1837 var han kopplad till redaktionen för Cleveland Herald. 1837 drog Whittlesey nytta av vänner från tiden på West Point. Hans förre klasskamrat William W. Mather anställde Whittlesey 1837 som assisterande geolog i delstaten Ohio. Han fick ansvaret för de topografiska och matematiska delarna av denna geologiska undersökning, som avslöjade rika kol- och järnfyndigheterna i östra Ohio som senare blev grunden för Ohios tillverkningsindustrier. I 20 år deltog eller ledde Whittlesey geologiska inventeringar: det gällde järn och koppar i  Michigan 1845, the Whitney Survey of Lake Superior and the Upper Mississippi  åren 1847–1851. Det var på den amerikanska regeringens uppdrag den mineralogiska och geologiska undersökning av regionen kring Lake Superior och den övre Mississippifloden gjordes. Slutligen arbetade han i Hall Survey of Wisconsin 1858–1861. Han var också professionellt engagerad som gruvingenjör i Michigan, Wisconsin och Minnesota. I februari 1861 blev han inskriven i ett företag som erbjöd sina tjänster till general Winfield Scott för att eskortera den tillträdande presidenten Abraham Lincoln till Washington, D.C. Han återupptog efter sin militära tjänstgöring i inbördeskriget sedan den geologiska utforskningen vid Lake Superior och övre Mississippi-bassängen men sysslade i huvudsak med sitt litterära och historiska arbete.

## Arkeolog och historiker
Under 1830-talet undersökte och uppmätte han också noggrant flera högar i Ohio (verk av Mound Builders). Det var när Whittlesey undersökte Ohios landformer som han observerade att vissa former var skapade av förhistoriska folk. Hans noggranna ritningar och mätningar av dessa jordarbeten används fortfarande av moderna arkeologer  Whittlesey var den förste som vetenskapligt dokumentrerade de amerikanska urinvånarnas platser i Cuyahoga Valley, ett projekt som han kompletterade senare i sitt liv. Hans planritningar och anteckningar av tjugo av dessa högar presenterades i Edwin Hamilton Davis och E. G. Squiers  Ancient Monuments of the Mississippi Valley. Under undersökningar vid de stora sjöarna skrev han 1863 om gamla koppargruvor där urbefolkningen brutit koppar för tusentals år sedan. Whittlesey var också avgörande för att etablera Western Reserve Historical Society, och blev sällskapets första president 1867. Det året skrev han: 
"De första nybyggarnas och lantmätarnas personliga historia har delvis införskaffats. Mitt huvudsakliga syfte har varit att skydda från glömskan, vad som har med dem att göra, eftersom de inte längre är med oss, för att tala om vad de åstadkommit, och vad de led, var att söka efter i traditioner, brev och tillfälliga publikationer." 
Hans personliga arkiv serie 1 och serie 2 är en del av Western reserves samling. Han vsar aktiv också i grundandet av Northern Ohio Historical Society. Han valdes till medlem av American Antiquarian Society 1870. På grund av hans arbete med att beskriva tidiga nordamerikanska ursprungsbefolkningar, namngavs en arkeologisk kultur till Whittleseykulturen. Kulturen fanns i nordöstra Ohio från 1000 till 1600 e.Kr. och existerade fram till kontakten med de vita immigranterna.